# HD 4628
HD 4628あるいはグリーゼ33は、うお座にある主系列星である。年周視差を基に計算した太陽からの距離は、約24光年である。見かけの等級は5.74と、辛うじて肉眼でみえる明るさである。

## 特徴
| 太陽 | HD 4628   |
| ---- | --------- |
| 太陽 | Exoplanet |

HD 4628は、スペクトル型がK2.5 Vと分類される、橙色主系列星である。有効温度は5,000 K程度で、質量、半径は太陽の8割に満たない太陽よりやや小ぶりの恒星である。カルシウムイオンのH線・K線の強度から推定したHD 4628の活動性は、低調とみられる。紫外線天文衛星EUVEによって検出された極端紫外線と、X線天文衛星ROSATによる観測結果とから、HD 4628の周囲には、典型的な温度である100万Kよりも低温のコロナが広がっていると考えられ、その温度は理論にもよるがおよそ60万Kと推定される。
ファン・マーネンは、HD 4628を観測している時に、太陽から最も近い既知の白色矮星であるファン・マーネン星を発見した。

### 伴星
HD 4628は、ハインツによって伴星の発見が報告されたことがある。ハインツは、2回その伴星を検出し、その2回で明るさが変化したことから、伴星は変光星（閃光星）ではないかとした。しかし、ハインツ自身伴星を検出できたのはその2回だけで、他の観測では検出されず、別の追観測でも検出されたことがない。補償光学やスペックル干渉法を用いたより詳細な観測でも発見できておらず、視線速度にも伴星の存在を示唆する変化はみられないことから、伴星が実在する可能性は低いとみられている。
なお、ワシントン重星カタログには、ハインツが報告したB星の他に別のC星が収録されているが、こちらは見かけだけの関係であることがわかっている。